# 미우라 층군
미우라 층군은 미우라반도에서 보소반도 중・남부에 분포하는 해성층이다. 제3기 중신세에서 선신세의 해성층으로, 카즈사 층군에 부정합으로 덮여있으며, 미우라반도에서는 하야마 층군을, 보소반도에서는 호타 층군을 덮는다. 미우라반도에서는 하부에서부터 미사키층, 즈시층, 이케고층으로 구분되며, 보소반도에서는 오쿠에층, 오쿠야마층, 나카오원층의 하부층, 키노네층, 아마쓰층, 센하타역암층의 중부층, 키요스미층, 안노층의 상부층으로 구분된다. 미우라시 카이가이 정에서는 연흔이나 슬럼프 구조 등의 퇴적구조가 보이며, 가나가와 현의 천연 기념물로 지정되어 있다.

## 참고 문헌
- 地学団体研究会 編 『新版 地学事典』 平凡社 1996년 ISBN 4-582-11506-3